# Holoaden suarezi
Holoaden suarezi é uma espécie de anfíbio da família Craugastoridae. Endêmica do Brasil, pode ser encontrada na Serra do Mar nos municípios de Bananal, São José do Barreiro e Salesópolis, no estado de São Paulo.